# 小约翰·D·洛克菲勒
小约翰·戴维森·洛克菲勒（1874年1月29日—1960年5月11日）是美国著名慈善家、洛克斐勒家族的重要人物。他是标准石油公司創辦人、亿万富翁约翰·洛克菲勒唯一的儿子和继承人，也是著名的洛克斐勒五兄弟的父亲。为与他的更为著名的父亲相区别，通常称为“小”约翰·洛克菲勒。

## 早年
小约翰·洛克菲勒是约翰·洛克菲勒（1839–1937）和妻子劳拉·C·斯皮尔曼（1839–1915)的第五个、也是最年幼的孩子。他住在西54街4号父亲的公寓中，从1889年到1893年就读于布朗宁学校，这所学校位于西55街一幢褐色砂石建筑中，专为他和家族中其他孩子而设立。 
最初他已经被耶鲁大学录取，但是芝加哥大学校长威廉·萊尼·哈波和其他人鼓动他进入浸礼会背景的布朗大学。
他在校期间，攻读了将近一打的社会科学课程，其中包括卡尔·马克思的《资本论》。1897年，他毕业时获得文学士学位。

## 商人生涯
小约翰·洛克菲勒大学毕业以后，1897年10月1日，进入他父亲的公司出任總裁。後來又曾經任職於美國鋼鐵公司，同樣出任總裁。1921年從父親手中繼承了美國大通銀行的10%股權，成為當時該銀行最大股東。
1929年美國經濟大蕭條，小约翰·洛克菲勒出於當時個人名望，宣佈於紐約市曼哈頓區興建洛克菲勒中心。中心於1930年動工，1939年落成。

## 住所
小洛克菲勒在纽约的主要住所是西54街10号的9层大厦，在附近还拥有众多产业，包括4号、12号、14号和16号（其中一些产业是他的父亲约翰·洛克菲勒获得）。1936年，他从10号搬出后，这些产业都被夷为平地，后来成為送给他妻子的現代藝術博物館。那一年他搬到公园大道740号一套有40个房间的豪华公寓。1953年，房地产开发商威廉·傑肯多夫买下了公园大道740号整栋公寓楼并卖给洛克菲勒